# انریکو بروسکی
انریکو بروسکی (انگلیسی: Enrico Beruschi؛ زادهٔ ۵ سپتامبر ۱۹۴۱) بازیگر و خواننده اهل ایتالیا است.

## زندگینامه
او در میلان زاده شد، یک کارمند سابق شرکت مواد غذایی در سال ۱۹۷۲ کار خود را به عنوان کمدین در میلان آغاز کرد. او در ابتدا در سال ۱۹۷۷ در شبکه رای یک نمایش واریته به نام بدون توقف اجرا کرد که با آن شناخته شد. در سال‌های بعد در نمایش گوناگون زیادی ظاهر شد که با اجرای نمایش "Drive In " به اوج شهرت خود رسید. از اوایل دهه ۱۹۹۰ او تمرکز خود را بر روی صحنه گذاشت.
بروسکی چندین آهنگ کمدی ضبط کرد، و در سال ۱۹۷۹ به مسابقه جشنواره سن رمو راه یافت؛ و رتبه پنجم را با آهنگ "Ci vorrebbe un fiore" کسب کرد.
از فیلم‌هایی که وی در آن‌ها نقش داشته است، می‌توان به آنی، پزشک… دانشجو، درایو این، دخترک سرباز در دیدار نظامی و بسترهای بی‌بندوبار اشاره نمود.